# Saison des tempêtes 2017-2018 en Europe
La saison des tempêtes 2017-2018 en Europe désigne l'apparition de cyclones extratropicaux supervisée par les services météorologiques en Irlande (Met Éireann), au Royaume-Uni (Met Office), en France (Météo-France), en Espagne (AEMet), et au Portugal (IPMA).

## Prévisions
Le 1er décembre 2017, les services météorologiques espagnols (AEMet), français (Météo-France) et portugais (IPMA) annoncent le début des nommages de cyclones extratropicaux qui atteindront ces trois pays, sous les auspices d'EUMETNET,. Une première liste est alors établie. Une seconde liste est établie par les services météorologiques britanniques (Met Office) et irlandais (Met Éireann).
Ces deux listes, constituées selon un système de nommage similaire, sont coordonnées : un seul nom est attribué pour l'ensemble des cinq pays — Irlande, Royaume-Uni, France, Espagne et Portugal —, depuis l'une ou l'autre liste, selon le point d'entrée de la tempête dans la zone ainsi définie. D'après les rapports, ces cinq pays établiront une liste unique pour la saison 2018–2019. Cependant, l'université libre de Berlin et les pays scandinaves ont leur propre nomenclature. Ainsi, une même tempête pourra donc porter plusieurs noms dans les médias : un nom pour son passage en Atlantique nord (Irlande, Royaume-Uni, France, Espagne et Portugal) et/ou selon le pays où elle passe, plus à l'est.
Les restes post-tropicaux de tempêtes ou cyclones tropicaux provenant de l'Atlantique nord conserveront le nom établi par le National Hurricane Center, une division du National Weather Service américain (comme pour Ophelia au mois d'octobre).

## Noms des tempêtes
Voici les noms des tempêtes de la saison 2017/2018 selon l'entente franco-hispano-portugaise d'une part, britanno-irlandaise d'autre part.
| Noms pour le groupe : Espagne / France / Portugal      | Noms pour le groupe : Espagne / France / Portugal   | Noms pour le groupe : Espagne / France / Portugal        |
| ------------------------------------------------------ | --------------------------------------------------- | -------------------------------------------------------- |
| - Ana - Bruno - Carmen - David - Emma - Felix - Gisele | - Hugo - Irene - Jose - Katia - Leo - Marina - Nuno | - Olivia - Pierre - Rosa - Samuel - Telma - Vasco - Wiam |
| Note : les noms déjà attribués sont signalés en gras.  |                                                     |                                                          |

| Noms pour le groupe : Irlande / Royaume-Uni                               | Noms pour le groupe : Irlande / Royaume-Uni                      | Noms pour le groupe : Irlande / Royaume-Uni                   |
| ------------------------------------------------------------------------- | ---------------------------------------------------------------- | ------------------------------------------------------------- |
| - Aileen - Brian - Caroline - Dylan - Eleanor - Fionn (F-yunn) - Georgina | - Hector - Iona - James - Karen - Larry - Maeve - Niall (Nye-al) | - Octavia - Paul - Rebecca - Simon - Tali - Victor - Winifred |
| Note : les noms déjà attribués sont signalés en gras.                     |                                                                  |                                                               |

Pour chacune des deux listes et dans le cas où tous les noms sont utilisés, les tempêtes suivantes seront désignées par des lettres grecques, en grec ancien (« alpha », « beta », « gamma », « delta »...).
Depuis 1954, l'université libre de Berlin attribue quant à elle un nom à « chaque zone de haute et de basse pression qui influence la météo en Europe centrale » (c'est-à-dire tous les anticyclones et les dépressions – ou presque).
Les noms utilisés sont très nombreux ; ils forment plusieurs listes alphabétiques pour chaque année,.

## Tempêtes majeures
Ci-dessous sont indiquées les tempêtes qui ont fait l'objet d'une attribution de nom, selon les critères des agences irlando-britannique (« windstorms with potential for significant land-based wind impacts' » et « all severe wind events giving rise to status Orange or status Red weather warnings will be named »), ou « has the potential to cause an amber 'be prepared' or red 'take action' warning ») ou franco-hispano-portugaise (vigilance vent au moins de niveau orange,).
Seul le nom attribué par ces entités est utilisé dans les titres. En complément, le nom attribué par d'autres entités est également mentionné.

### Ana

Boucle satellitaire, du 10 au 12 décembre 2017, de la tempête Ana.

La tempête Ana, également nommée Yves par l'université libre de Berlin, est la première des tempêtes nommées par les services météorologiques français, espagnol et portugais à la suite de leur décision de vouloir instituer une nomenclature européenne plus officielle que celle de l’université libre de Berlin qui baptise, non officiellement, depuis 1954 les dépressions et anticyclones européens. La dénomination est importante car les sondages montrent que la population est plus attentive aux consignes de sécurité lorsque le nom associé à la menace est un nom familier. Pour autant, si la tempête touche d’abord l’Irlande ou la Grande-Bretagne, c’est le nom choisi par ces deux pays qui sera retenu, et, réciproquement,. Cependant, l'uniformisation n'est pas encore faite entre tous les services d'EUMETNET et la tempête peut avoir un autre nom en passant hors des pays mentionnés.
En passant sur la France, la tempête Ana a engendré beaucoup d'alertes météorologiques différentes : au total, trente-quatre départements ont été placés en vigilance orange par Météo-France, pour vents violents, vagues-submersion, avalanches, neige-verglas et pluie-inondations. L'Espagne et le Portugal ont aussi émis des avertissements de vents violents et de fortes pluies. Le service météorologique espagnol (AEMet) a émis son niveau d'alerte le plus élevé, rouge, pour les conditions défavorables dimanche le 10 décembre pour des vents forts pouvant atteindre 120 km/h dans les régions montagneuses et le nord-ouest du pays. Le service météorologique du Portugal (IPMA) a également émis des avertissements pour les régions du nord et du centre. Des vents violents soufflaient également sur la côte ouest de la Grande-Bretagne et du Pays de Galles.

### Bruno

Boucle satellitaire, du 26 au 27 décembre 2017, de la tempête Bruno.

La tempête Bruno, également nommée Edilbert par l'université libre de Berlin, a touché l'Espagne et la France entre le 26 et le 28 décembre 2017. Le nom est celui attribué par les services météorologiques franco-hispano-portugais mais l'université libre de Berlin le nommera Edilbert.

### Dylan

Boucle satellitaire, du 30 au 31 décembre 2017, de la tempête Dylan.

La tempête Dylan est également nommée Horst par l'université libre de Berlin.

### Carmen

Boucle satellitaire, du 31 décembre 2017 au 1 janvier 2018, de la tempête Carmen.

Le 29 décembre 2017 la tempête Carmen, également nommée Ingmar par l'université libre de Berlin, est annoncée en France, qu'elle a touchée entre le 31 décembre 2017 et le 2 janvier 2018. Elle atteint d'abord la Bretagne,. Le lendemain, 19 départements sont classés en vigilance orange par Météo-France.
Le 1er janvier 2018, des rafales soufflant à plus de 130 km/h et des vagues de cinq mètres de haut ont eu des impacts sur le littoral de la Nouvelle-Aquitaine. D'autres rafales — 129 km/h à Camaret, 109 km/h à la pointe du Raz et 91 km/h à Ouessant dans le Finistère — ont été recensées. L'alerte orange est levée à 19 h sur les dix-neuf départements concernés à l'exception d'une partie de la Gironde, qui reste en vigilance orange « inondations », et de la Corse jusqu’à mardi matin le 2 janvier. La tempête a causé, dimanche, la mort d'un homme d’une soixantaine d’années dans les Pyrénées-Atlantiques, tué par la chute d’un arbre alors qu'il se trouvait dans sa voiture près d'un bois, à Esterençuby, à proximité de Saint-Jean-Pied-de-Port. À Bouin, en Vendée, une éolienne de 62 mètres de haut s'est effondrée à cause de la puissance du vent.

### Eleanor

Boucle satellitaire, du 2 au 3 janvier 2018, de la tempête Eleanor.

La tempête Eleanor (alias Burglind – Eleanor initialement nommée David, par Météo-France –) est une dépression très intense des latitudes moyennes nommée par le service météorologique irlandais (Met Éireann) le 1er janvier 2018. Le service émit une alerte météorologique orange le lendemain pour des vents prévus de 110 à 130 km/h. Le service britannique (Met Office) émit ses propres alertes pour les 2 et 3 janvier pour l'Irlande du Nord et l'Écosse.
À l'approche d’Eleanor, de fortes pluies ont balayé l'Irlande et des vents de 84 nœuds (156 km/h) sont enregistrés à l'aéroport de Knock dans le nord-ouest de la République. Les dommages par le vent sont cependant en Irlande du Nord dans les îles Britanniques : des vents de 145 km/h sont notés à Orlock Head et de 161 km/h à une station de Great Dun Fell En progressant vers le nord-est, la tempête montre des signes de formation d'un courant-jet d'occlusion dans son secteur sud-ouest, une zone de vents extrêmement violents, mais il ne se développa complètement. Par contre des orages, se développent dans ce secteur donnant de la grêle en Angleterre et dans le Pays de Galles.
En France le 3 janvier, à Marchiennes dans le département du Nord, une partie de la toiture du clocher de l'église Sainte-Rictrude s'envole et se retrouve sur la place attenante,. La mise en place d'un défilé de perturbations à la suite de la tempête a généré un épisode cévenol entre le 5 et le 7 janvier, avec une tornade en prime, restant de colossaux dégâts dans les Pyrénées-Orientales, et en même temps un épisode neigeux particulièrement puissant sur les Alpes, nécessitant le 8 janvier une vigilance rouge avalanches pour la Savoie.
Au 12 janvier, le bilan en Europe s'élève à onze morts et plus de 60 blessés, dont sept morts et trente et un blessés en France. Il s'agit de la tempête la plus meurtrière en France depuis Xynthia en 2010. Les rafales suivantes enregistrées en France (en plaine) sont de 196 km/h au Cap Corse, 180 km/h à Porto-Vecchio, 179 km/h à L'Île-Rousse, 170 km/h au Cap Sagro, 147 km/h à Cambrai, et 134 km/h à Metz.

### Fionn

Boucle satellitaire, du 16 au 17 janvier 2018, de la tempête Fionn.

Le 16 janvier 2018, le service irlandais Met Éireann émet une alerte orange dans les mers, et dans les terres à niveau de Donegal, Galway, Leitrim, Mayo, Sligo, Clare, Cork et Kerry pour les 16 et 17 janvier, nommant la tempête Fionn (alias Evi,).
En France le même jour, Météo-France annonce deux épisodes tempétueux qui passeront par le Nord-Ouest et le Nord de la France, le premier dans la nuit de mardi 16 à mercredi 17, le second dans la nuit de mercredi 17 à jeudi 18.
En France, la Tempête Fil a pulvérisé un record de vent au Cap Corse de 225 km/h, soit 9 km/h au-dessus des valeurs de l'Ouragan de 1987, qui avait donné des rafales à 216 km/h à Ouessant et Granville. C'est donc la rafale la plus puissante jamais enregistrée en France (en plaine) depuis le début des relevés météorologiques.

### David

Boucle satellitaire, du 21 janvier 2018, de la tempête David.

Le 17 janvier 2018, une tempête nommée David (alias Friederike) est annoncée par des services météorologiques,, pour un passage dans la nuit du 17 au 18 janvier 2018.
Le nom Georgina est également mentionné comme alias.
Si les noms David et Georgina figurent bien dans les deux listes de noms des tempêtes de la saison 2017/2018, le nom Georgina n'a pas été attribué.
C'est Météo-France qui a qualifié cette dépression en tempête, et lui a attribué le nom « David », MeteoFrance ayant diffusé, le 17 janvier 2018, un avis de « vigilance orange ».

### Georgina

Boucle satellitaire, du 23 au 24 janvier 2018, de la tempête Georgina.

Le 23 janvier 2018, le service irlandais Met Éireann a attribué le nom Georgina (alias Helene,) à la dépression se déplaçant vers les côtes irlandaises.
Depuis le 18 janvier 2018, le nom Georgina avait été considéré, à tort, comme alias de la tempête David, et largement utilisé. Met Office avait alors démenti l'attribution de ce nom, les critères requis n'ayant pas été atteints.

### Emma
Le 26 février 2018, le service espagnol AEMet a attribué le nom Emma (alias Ulrike,) à la dépression située au-dessus de l’Atlantique, pouvant provoquer des épisodes de pluies, de neige et de rafales de vent fortes à très-fortes. La zone géographique affectée comporte toute la péninsule ibérique, et les îles Canaries.

### Felix

Boucle satellitaire, du 10 mars 2018 08:00 au 11 mars 07:00 UTC, de la tempête Felix.

Le 7 mars 2018, le service portugais IPMA a attribué le nom Felix (alias Yuliya,) à la dépression se déplaçant vers les côtes portugaises.
La puissante tempête hivernale nord-américaine (Riley,), requalifiée en bombe cyclonique le 2 mars 2018, a provoqué de nombreux dégâts les 2, 3 et 4 mars 2018 au nord-est des États-Unis. Depuis le large de Boston, elle s'est déplacée vers l'est, en direction de l'Europe.
Elle atteint le nord du Portugal et la Galice les 9 et 10 mars 2018.

### Gisele

Boucle satellitaire, du 13 mars 2018 16:00 au 15 mars 04:00 UTC, de la tempête Gisele.

Le 12 mars 2018, le service espagnol AEMet a attribué le nom Gisele (alias Zsuzsa,) à la dépression située au-dessus de l’Atlantique donnant un niveau de vigilance orange pour fortes précipitations, vent violents dans de larges zones de la péninsule ibérique, et de mer très agitée sur les côtes de Galice.

### Hugo

Boucle satellitaire, du 23 mars 2018 10:00 au 25 mars 13:00 UTC, de la tempête Hugo.

Le 22 mars 2018, le service espagnol AEMet a attribué le nom Hugo (alias Carola,) à la dépression située au centre de l'Atlantique nord, se dirigeant vers l'Europe.
Ce même jour, l'AEMet a émis un « avis spécial de phénomènes défavorables », précisant les prévisions pour vendredi 23 et samedi 24 mars 2018, concernant principalement les côtes de la Galice, des Asturies, de la Cantabrie et du Pays basque.
Le 24 mars 2018 La tempête est rebatissée Hugo en touchant l'Espagne[Passage contradictoire]. 120 km/h en Espagne et 160 km/h en Montagne (Espagne). Le 25 mars 2018 le reste de la tempête se dirige en France avec des rafales à 60 km/h

### Irene

Boucle satellitaire, du 15 avril 2018 15:00 UTC au 17 avril 15:00, de la tempête Irene.

Le 16 avril 2018, le service portugais IPMA a attribué le nom Irene à la dépression située dans l'Atlantique nord, se dirigeant vers l'Europe de l'Ouest. Les 13, 14 et 15 avril 2018, sa trajectoire suit le 50e parallèle. Aux premières heures du 16 avril 2018, la trajectoire de la dépression se modifie en direction du nord des Îles Britanniques.

### Hector
Le 13 juin 2018, le service irlandais Met Éireann a attribué le nom Hector, (alias Zoey,) à la dépression située dans l'Atlantique nord, se dirigeant vers les Îles Britanniques et l'Islande.